# معسكرات العمل في التبت
معسكرات العمل في التبت يعد برنامج أو مخطط العمال في منطقة التبت ذاتية الحكم بجمهورية الصين الشعبية جزءًا من برامج التدريب المهني التي يديرها الحزب الشيوعي الصيني والتي تهدف إلى مهارات التدريس وتوفير الوظائف وتحسين مستويات المعيشة وانتشال التبتيين من الفقر. أصدرت حكومة منطقة التبت ورقة سياسات في مارس 2019 تسمى «خطة عمل تدريب المزارعين والرعاة ونقل العمالة 2019-2020» والتي تنص على «النمط العسكري... [التدريب المهني]».
العديد من جوانب المخطط وُصفت بأنها قسرية، مع إعادة التثقيف الديني وتصحيح "التفكير المتخلف" بما في ذلك "تعليم الفكر" الذي يتم التخطيط له أيضًا للتبتيين المتأثرين بشكل مفرط بالدين. يشمل التدريب تعلم اللغة الصينية وتطوير "الامتنان" للحزب الشيوعي الصيني. تقول خطط "التخفيف من حدة الفقر" إن على الدولة أن "تتوقف عن تربية الأشخاص الكسالى.

## المعسكرات
وفقًا لتقرير سبتمبر 2020 من قبل عالم الأنثروبولوجيا الألماني أدريان زينز برعاية مؤسسة جيمستاون، تم تدريب أكثر من 500.000 من التبتيين، معظمهم من المزارعين والرعاة الذين يعيشون على مستوى الكفاف، وذلك في الأشهر السبعة الأولى من عام 2020 في مراكز تدريب على الطراز العسكري حيث يقول الخبراء إنها تشبه معسكرات العمل. تضيف الدراسة أن البرامج التدريبية تؤدي إلى أن ينتهي المطاف بمعظم العمال في وظائف منخفضة الأجر مثل صناعة المنسوجات والبناء والزراعة. تؤكد دراسة جيمستاون أن مخطط العمل في التبت «يحتمل أن يكون أقل قسرية» مما يُزعم في معسكرات إعادة التعليم في شينجيانغ. خلصت الدراسة إلى التالي: في حين أن بعض التبتيين قد يشاركون طواعية في بعض أو كل جوانب المخطط، وبينما قد تزداد دخولهم بالفعل نتيجة لذلك، فإن الوجود المنهجي لمؤشرات للإكراه والتلقين واضحة، إلى جانب التغيير العميق والمحتمل الدائم في أساليب العيش وهي إشكالية للغاية. في سياق سياسة الاستيعاب المتزايدة للأقليات العرقية في بكين فمن المرجح أن هذه السياسات ستروج لفقدان التراث اللغوي والثقافي والروحي على المدى الطويل.

### ردود الفعل الصينية
دافع المسؤولون في التبت الخاضعة للإدارة الصينية عن «برنامج التدريب المهني»، قائلين إنه يسمح للسكان المحليين باكتساب مهارات عمل جديدة وتحسين مستويات المعيشة. لا يُجبر التبتيون على المشاركة في البرنامج، وإذا فعلوا ذلك فلديهم خيار تلقي التدريب الذي يريدونه مثل القيادة أو أعمال اللحام.